# Gemeindezentrum Merzdorf

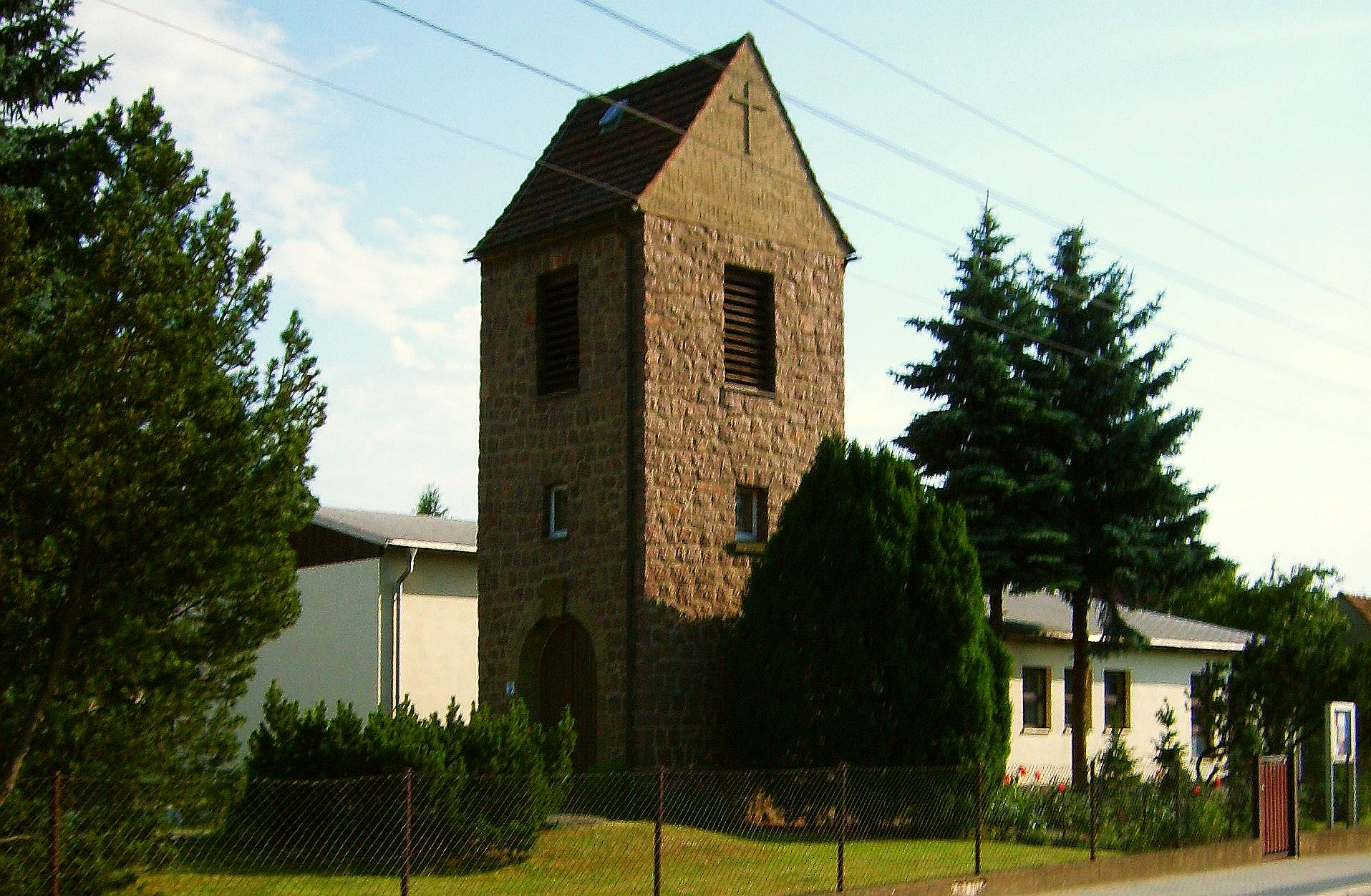
Gemeindezentrum Merzdorf (2007)

Das Gemeindezentrum Merzdorf befindet sich im Ortszentrum der Schraden-Gemeinde Merzdorf im südbrandenburgischen Landkreis Elbe-Elster. Ein dazugehöriger Glockenturm befindet sich heute unter Denkmalschutz.

## Geschichte
Die Kirchgemeinde im urkundlich im Jahre 1406 erstmals erwähnten Merzdorf und seinem Ortsteil Seifertsmühl sowie dem inzwischen wüst liegenden Vorwerk Karlsborn wird seit mehreren Jahrhunderten von Frauenhain aus betreut. Das Dorf selbst mit seinem Rittergut gehörte seit 1580 zum Besitz des alten Meißner beziehungsweise böhmischen Adelsgeschlechts von Pflugk, deren Stammsitz sich in Frauenhain befand. Schon ab dem Jahre 1565 war das Rittergut an dieses verpachtet worden.
Im Jahre 1725 wurde dann eine Umpfarrung Merzdorfs nach Gröden beantragt und schließlich abgelehnt. Nach den Bestimmungen des Wiener Kongresses 1815 musste aber das Königreich Sachsen, zu dem auch Merzdorf und Frauenhain gehörten, große Teile seines Staatsgebietes abtreten. Die neu entstandene Landesgrenze verlief entlang der Straße zwischen Ortrand und Mühlberg und damit mitten durch das Kirchspiel. Die Gemeinde Merzdorf gehörte nun zum Regierungsbezirk Merseburg der preußischen Provinz Sachsen. Frauenhain verblieb bei Sachsen.
Auch die Nachbargemeinden Wainsdorf und Kotschka waren von der Teilung Sachsens unmittelbar betroffen und gehörten nun zu Preußen. Während Kotschka letztlich aber im Jahre 1891 auf Antrag hin zur Pfarrgemeinde Elsterwerda wechselte und Wainsdorf seit 1903 mit Prösen ein eigenes Kirchspiel bildete, lehnten die Merzdorfer eine von der preußischen Landesregierung angebotene Umpfarrung nun ab und wehrten sich erfolgreich gegen eine Abtrennung von Frauenhain.
Trotz aller örtlicher Bestrebungen, in Merzdorf ein eigenes Gotteshaus zu errichten, blieb es bis zum Zweiten Weltkrieg bei diesem Wunsch. Gottesdienste und Konfirmandenunterricht wurden zum Teil in der Merzdorfer Schule abgehalten. Der Merzdorfer Hans Sachse, Pächter der einst hier befindlichen Mühle, erwarb schließlich zwei Baracken vom Gröditzer Stahlwerk und ließ sie auf seinem Grundstück aufstellen. Ab dem Jahre 1947 fanden Gottesdienste und andere kirchliche Veranstaltungen nun auch hier statt. In der Folgezeit ging dieses Grundstück durch Kauf beziehungsweise Landtausch in den Besitz der Kirche über.
Ende der 1960er Jahre entstand auf dem Gelände dann meist in Feierabendarbeit der markante Glockenturm aus rotem Granitstein. Die beiden Glocken in seinem Inneren läuteten dann erstmals am Heiligen Abend im Jahre 1970. Seit 1988 steht das Bauwerk unter Denkmalschutz.
Zu Wendezeiten entstand hier in unmittelbarer Nachbarschaft anstelle der bisherigen Baracken ein neues 220 Personen fassendes Gemeindezentrum. Das nun steinerne Gemeindezentrum in Merzdorf wurde am 4. November 1990 im Rahmen eines Festgottesdienstes vom Großenhainer Superintendenten Friedrich Krellner eingeweiht.
In der Gegenwart bildet Merzdorf mit den Kirchgemeinden Frauenhain, Gröditz, Nauwalde, Spansberg, Nieska und Koselitz den Pfarrbereich Gröditz.

## Orgel
Im Gemeindezentrum ist seit 1991 ein von der Bad Liebenwerdaer Orgelwerkstatt Arno Voigt geschaffenes Orgelpositiv zu finden. Es ist mit einem Manual versehen, hat vier Register und besitzt eine mechanische Schleiflade.
Die Disposition lautet wie folgt:
| I Manual C–g3 |       |
| Gedackt       | 8′    |
| Rohrflöte     | 4′    |
| Prinzipal     | 2′    |
| Scharf        | 1′ II |

## Ehren und Gedenken
Einen eigenen Friedhof besitzt Merzdorf seit dem Jahre 1831. Ab 1838 wurde er dann auch von der ursprünglichen Nachbargemeinde Seifertsmühl genutzt.
Keine hundert Meter vom Merzdorfer Gemeindezentrum entfernt ist außerdem ein Gefallenendenkmal für die im Ersten Weltkrieg gefallenen und vermissten Dorfbewohner zu finden. Für die im Ersten Weltkrieg gefallenen Dorfbewohner von Seifertsmühl ist in der Ortrander Straße ein Gefallenendenkmal zu finden.